# 杨詠沂
杨詠沂（1941年—），男，江苏阜宁人，中华人民共和国政治人物，曾任江苏省人民政府副省长，第六届全国人大代表，中共十三大代表。